# باول هايغ (لاعب كرة قدم)
باول هايغ (بالإنجليزية: Paul Haigh)‏ هو لاعب كرة قدم بريطاني في مركز الدفاع، ولد في 4 مايو 1958 في سكاربورو في المملكة المتحدة. شارك مع منتخب إنجلترا تحت 21 سنة لكرة القدم. أما مع النوادي، فقد لعب مع نادي كارلايل يونايتد ونادي هارتلبول يونايتد وهال سيتي.